# Ernst Lothar
Ernst Lothar, de son vrai nom Ernst Lothar Müller, né le 25 octobre 1890 à Brünn, en margraviat de Moravie en Autriche-Hongrie, aujourd'hui Brno en République tchèque, et mort le 30 octobre 1974 à Vienne en Autriche est un écrivain, directeur de théâtre et scénariste autrichien.

## Biographie
Ernst Lothar naît à Brünn. Il est le frère de Hans Müller-Einigen, lui aussi écrivain. Leur famille s'installe à Vienne en 1897 où Ernst Lothar devient docteur en droit en 1914. D'abord procureur, il travaille ensuite au ministère du commerce autrichien, avant d'abandonner sa carrière en 1925 pour se consacrer à la littérature. Jusqu'en 1933, il est critique à la Neue freie Presse. En 1935, il succède à Max Reinhardt à la tête du théâtre de Josefstadt.
En 1938, avec l'entrée de la Wehrmacht en Autriche, il doit s'enfuir en France puis en 1939 à New York en raison de ses origines juives. Il enseigne la littérature au Colorado College de Colorado Springs. 
Il a écrit plusieurs romans dont der Feldherr (Le Commandant en chef) écrit en 1918, L'Ange à la trompette écrit en 1944. Il revint en Autriche après la guerre où il participa à la dénazification du monde culturel autrichien. En particulier, il participa au procès en dénazification d'Herbert von Karajan. Il occupa ensuite différents postes dans le monde du théâtre. Entre autres, il fut membre de la direction du festival de Salzbourg de 1952 et 1959. Il est mort à Vienne.

## Œuvres
- 1912 : Die Einsamen
- 1918 : Der Feldherr
- 1921-1925 : Macht über alle Menschen (trilogie)
- 1941 : A woman is witness, New York : Doubleday ; parution en allemand : Die Zeugin
- 1944 : The Angel with the Trumpet, New York : Doubleday ; parution en allemand en 1946 : Der Engel mit der Posaune, Cambridge : Schoenhof ; parution en français en 2016 : Mélodie de Vienne, Paris : Liana Levi  (ISBN 978-2867469725)
- 1949 : Die Rückkehr, Verlag Das Silberboot. Traduction en français par Elisabeth Landes en 2019 : Revenir à Vienne, Liana Levi  (ISBN 979-1034901494)
- 1968 : Macht und Ohnmacht des Theaters (essai)

## Récompenses et distinctions
- 1920: Prix Bauernfeld.
- 1963 : Prix de la Ville de Vienne de littérature.

## Sources
- (de) Manfred Brauneck (éditeur), 1995, Autorenlexikon deutschsprachiger Literatur des 20. Jahrhunderts, Reineck bei Hamburg, Rowohlt
- (de) Wilhelm Sternfeld, Eva Tiedemann, 1970, Deutsche Exil-Litteratur 1933-1945 deuxième édition augmentée, Heidelberg, Verlag Lambert Schneider.